# ひゅうが (護衛艦)
ひゅうが（ローマ字：JS Hyūga, DDH-181）は、海上自衛隊のヘリコプター搭載護衛艦（DDH）。ひゅうが型護衛艦の1番艦。艦名は令制国の日向国に由来し、日本の艦艇名としては伊勢型戦艦2番艦「日向」（太平洋戦争中に航空戦艦に改装された経歴を持つ）に次いで二代目である。
女性自衛官が初めて配置された護衛艦でもある。
本記事は、本艦の艦歴について主に取り扱っているため、性能や装備等の概要についてはひゅうが型護衛艦を参照されたい。

## 艦歴
「ひゅうが」は、中期防衛力整備計画（平成13年度）〜（平成16年度）に基づく平成16年度計画13,500トン型ヘリコプター搭載護衛艦2319号艦として、アイ・エイチ・アイ マリンユナイテッド横浜工場で2006年5月11日に起工され、2007年8月23日、同工場にて挙行された命名・進水式において、防衛大臣小池百合子により「ひゅうが」と命名され進水。2008年7月22日に公試開始、2009年3月18日に就役し、第1護衛隊群第1護衛隊に編入され横須賀に配備された。
同年9月5日、横浜港にて自治体、警察、消防、陸上自衛隊、海上保安庁のヘリコプターを用いての災害時における医療検証を行った。同年10月、海上自衛隊観艦式に受閲艦艇として初参加した。
同年11月10日から11月18日にかけてアメリカ海軍との二国間演習である「Annualex 21G演習」（「平成21年度海上自衛隊演習」）に参加した。
2010年8月20日から8月23日、「伊勢湾マリンフェスタ2010」に参加するため、護衛艦「こんごう」、「しらゆき」、掃海母艦「うらが」、砕氷艦「しらせ」とともに名古屋港ガーデン埠頭に寄港した。
2011年3月11日に発生した東北地方太平洋沖地震による東日本大震災に対し、「ひゅうが」は被災地への物資輸送および被災者の入浴支援のため、年次検査を切り上げて、16日午後横須賀基地より三陸海岸沖に進出した。SH-60K哨戒ヘリコプター4機による支援活動を行い、ヘリコプターを生かした物資搬送能力は、人道支援にその実力を見せた。
2012年2月10日17時頃、宮古島の北東約110 kmを北西に航行する中国海軍江凱型フリゲート4隻「常州」、「銅陵」､「嘉興」､「連雲港」を発見し、警戒監視にあたった。
2013年6月10日から26日まで米国カリフォルニア州キャンプ・ペンデルトンおよびサンクレメンテ島にて実施される米軍の統合訓練「ドーン・ブリッツ13」に参加した。他に護衛艦「あたご」、輸送艦「しもきた」、陸上自衛隊からは西部方面普通科連隊と西部方面航空隊、航空自衛隊からは航空総隊が参加した。なお、自衛隊部隊の同訓練への参加はこれが初であった。「ドーン・ブリッツ13」実施中の6月14日には「ひゅうが」の飛行甲板に米国海兵隊のV-22オスプレイ垂直離着陸輸送機が着艦、同機が日本艦艇へ着艦するのはこれが初であった。。
2015年3月25日、護衛艦「しらね」除籍に伴う編成替えにより第3護衛隊群第3護衛隊に編入され、定係港が舞鶴に転籍。
同年8月18日から9月9日まで米国において実施された統合訓練「ドーン・ブリッツ15」に掃海隊群司令指揮の下、護衛艦「あしがら」、輸送艦「くにさき」と共に参加。

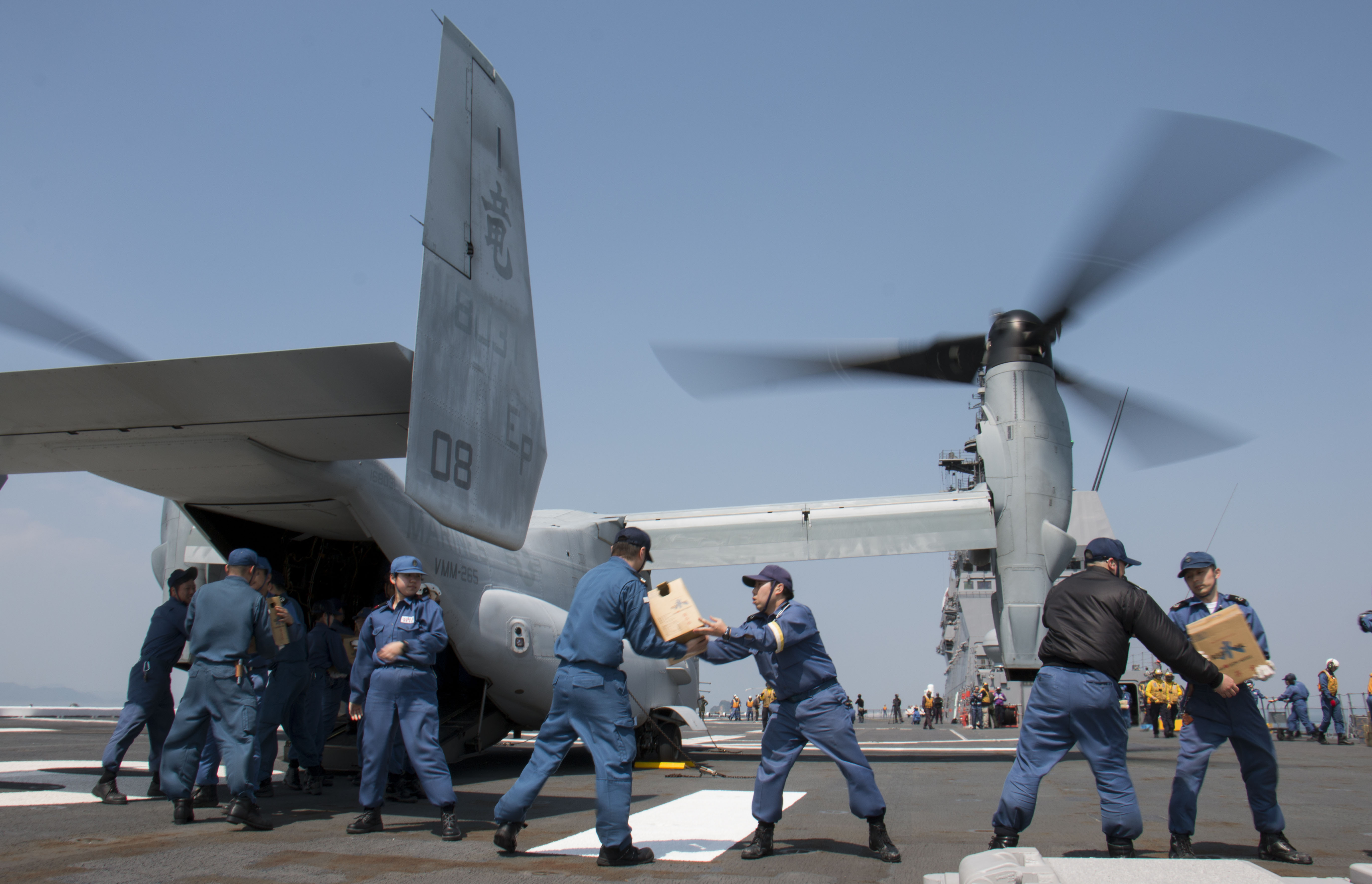
熊本地震の被災地へと輸送するため、米海兵隊のオスプレイに救援物資を補給するひゅうがの乗組員

2016年4月に発生した熊本地震による被災地支援のため、八代海に展開し、物資の集積拠点やヘリの運用拠点としての機能を果たした。4月19日には輸送支援に当たっている在日米海兵隊の垂直離着陸輸送機MV-22オスプレイが着艦し艦上で水や食料、簡易トイレなどの救援物資を積み込み、南阿蘇村に空輸した。また、オスプレイへの燃料補給も行われた。
2016年6月10日から17日にかけて護衛艦「ちょうかい」と共に沖縄東方海域において実施される日米印共同訓練（マラバール2016）に参加。
同年6月30日から8月23日までの間、護衛艦「ちょうかい」と共にハワイ及び米国西海岸周辺海空域で実施される米国派遣訓練（RIMPAC 2016）に参加した。
2017年1月22日から23日にかけて舞鶴港内及び若狭湾北方海域においてロシア海軍太平洋艦隊所属のミサイル駆逐艦「アドミラル・トリブツ」、補給艦「ボリス・ブトマ」とともに日露捜索・救難共同訓練を実施した 。
同年6月1日から6月3日にかけて日本海において護衛艦「あしがら」、航空自衛隊第6航空団所属のF-15とともにアメリカ海軍の空母「カール・ヴィンソン」、「ロナルド・レーガン」及び艦艇数隻と共同訓練を実施した。
2018年5月8日から5月24日にかけて、九州西方海域、鹿児島県種子島及び同周辺海域において実施された水陸機動団演習に、輸送艦「しもきた」と共に参加した。陸上自衛隊からは水陸機動団、第1ヘリコプター団、西部方面航空隊等が参加した。
同年10月14日、南海トラフ巨大地震を想定し和歌山県白浜町などで実施された「日米共同統合防災訓練」に参加。
同年11月27日から12月5日にかけてバシー海峡周辺から関東南方に至る海空域において米海軍空母「ロナルド・レーガン」ほか艦艇数隻と日米共同巡航訓練を実施した。
2019年3月9日、海上自衛隊舞鶴基地北吸岸壁にて、舞鶴市主催、京都府共催の「京都舞鶴防災フェスタ2019」に参加。訓練には、陸上自衛隊第7普通科連隊、海上自衛隊舞鶴地方隊、京都府、海上保安庁舞鶴海上保安部、国土交通省福知山河川国道事務所、舞鶴市東少年消防クラブ、舞鶴市西少年消防クラブ、京都府警察本部、京都市消防局、舞鶴警察署、舞鶴市消防本部、舞鶴市消防団、京都府DMAT、舞鶴医療センター付属看護学校、ジャパンマリンユナイテッド、FMまいづる、南舞鶴自治連合会自主防災会が参加。大規模地震が発生し、土砂災害や建物の倒壊で道路が寸断され、集落が一部孤立したとの設定の下、各機関含め計約1200人が参加した。「ひゅうが」は災害対応拠点として、各機関の航空機運用拠点、航空機による負傷者受け入れおよび医療処置拠点などとして機能した。
2020年12月15日から17日にかけて沖ノ鳥島周辺海空域において米海軍駆逐艦「ジョン・S・マケイン」、P-8A、フランス海軍潜水艦「エムロード」と日米仏共同訓練を実施した。
2021年、ロービジ（「ロービジビリティ」Low-visibilityの略）塗装へ塗装変更。その内容としては、煙突頂部の汚れを目立たなくするための黒帯の廃止、艦番号及び艦名の灰色化かつ無影化、飛行甲板上の対空表示（航空機に対し艦番号下2桁を表示するための塗装）の消去。

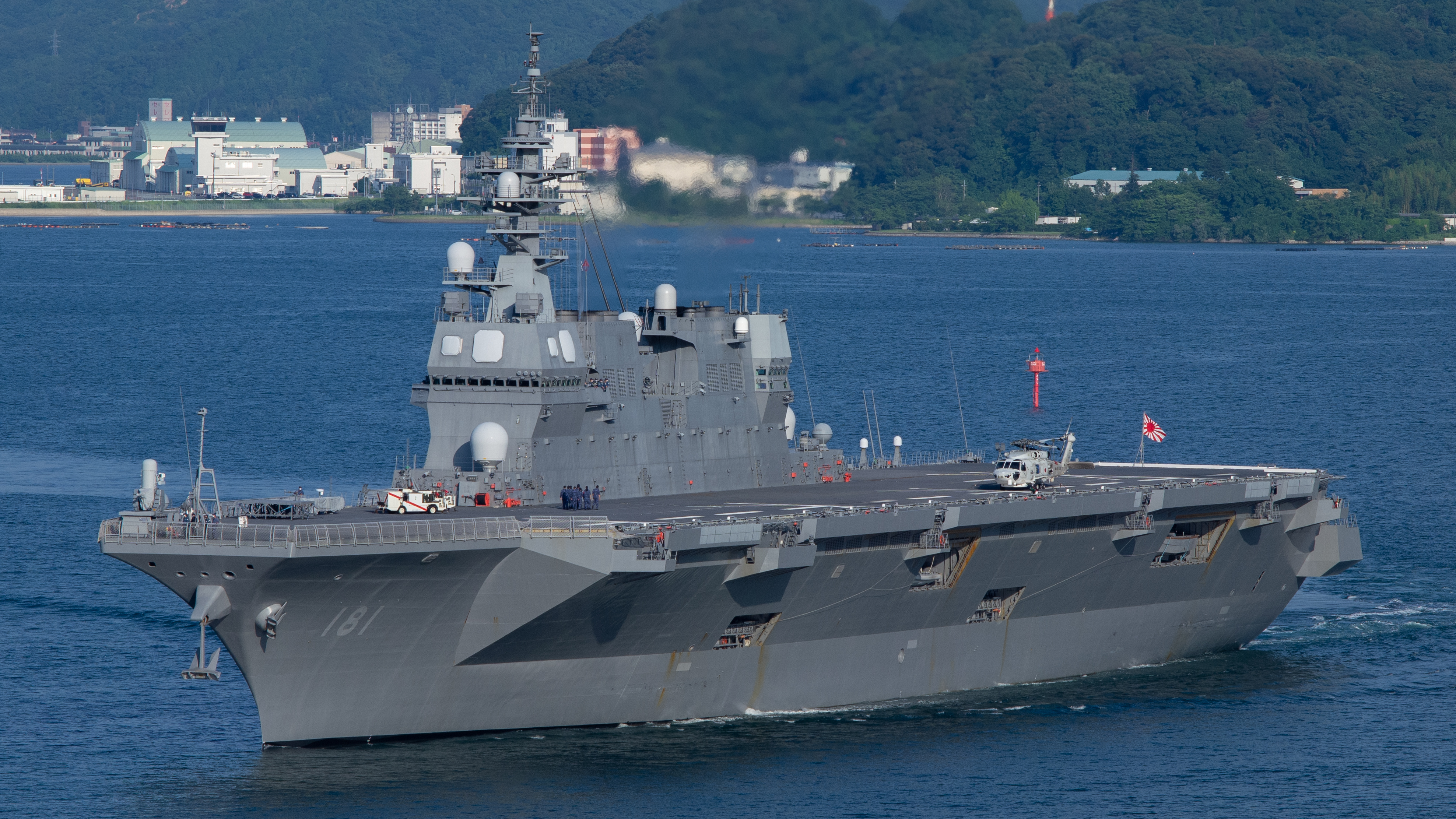
ロービジ塗装とされた「ひゅうが」。飛行甲板上に、ローター格納状態のSH-60K哨戒ヘリ及び艦上救難消防車が確認できる。

同年10月31日、舞鶴港国際埠頭にて舞鶴市主催、海上自衛隊および京都府共催の「令和3年度舞鶴総合防災訓練」に参加。訓練には、陸上自衛隊、海上自衛隊、京都府、海上保安庁、近畿地方整備局、京都府警察本部、京都市消防局、舞鶴警察署、舞鶴市消防本部、舞鶴市消防団、京都府DMAT、中丹災害医療連絡会、京都府水難救済会、舞鶴市野原自治会、舞鶴市朝来自治連合会自主防災会が参加。若狭湾内の断層でマグニチュード6・9の地震が発生し、土砂災害や建物の倒壊で道路が寸断され、集落が一部孤立したとの設定の下、各機関含め計約500人が参加した。「ひゅうが」は災害対応拠点として、国際埠頭のガントリークレーンを使用したコンテナの搭載、各機関の航空機運用拠点、支援物資分配・輸送拠点、航空機による負傷者受け入れおよび応急処置拠点などとして機能した。
2022年1月17日から1月22日にかけて、沖縄南方海空域において米海軍空母「カール・ヴィンソン」、同「エイブラハム・リンカーン」、巡洋艦「レイク・シャンプレーン」、同「モービル・ベイ」、駆逐艦「チャフィー」、同「グリッドレイ」、同「スプルーアンス」、強襲揚陸艦「アメリカ」、同「エセックス」、ドック型揚陸艦「パール・ハーバー」の合計10隻と日米共同訓練を実施した。
同年1月31日に発生した、航空自衛隊飛行教導群（小松基地所在）のF-15DJ（32-8083号機）墜落事故に対し、現地海面で艦載機を運用し捜索活動に従事。捜索には航空自衛隊のU-125A 救難捜索機、UH-60J 救難ヘリコプター、海上自衛隊のミサイル護衛艦「みょうこう」、護衛艦「せんだい」、ミサイル艇「うみたか」、潜水艦救難艦「ちはや」、掃海艇「うくしま」、水中処分母船1号型「YDT-01」、UP-3D 多用機、MCH-101 掃海・輸送ヘリコプター、SH-60K 哨戒ヘリコプター、海上保安庁の巡視船「はくさん」、巡視艇  「かがゆき」、巡視艇「あさぎり」、小松基地と陸上自衛隊金沢駐屯地からそれぞれ派出された地上捜索部隊も参加している。
同年2月28日から3月4日にかけて、護衛艦「しらぬい」、陸上自衛隊水陸機動団とともに関東南方からグアム北方の訓練海空域において日米共同訓練を実施した。米海軍からは駆逐艦「バリー」、「ミリアス」、「ヒギンズ」、「デューイ」、貨物弾薬補給艦「リチャード・E・バード」が、米海兵隊からは第3海兵機動展開部隊第5航空艦砲連絡中隊が参加し、対地射撃、対水上戦等を実施し、統合運用態勢及び日米同盟の抑止力・対処力の強化を図った。
同年7月28日、陸上自衛隊輸送航空隊所属のV-22オスプレイが発着艦要領について検証作業を実施した。
同年11月8日から11月15日にかけて、関東南方海域において実施される日米印豪共同訓練（マラバール2022）に護衛艦「たかなみ」・「しらぬい」、輸送艦「くにさき」、補給艦「おうみ」、潜水艦、P-1哨戒機、UP-3D多用機、特別警備隊とともに参加する。米海軍からは空母「ロナルド・レーガン」、巡洋艦「チャンセラーズビル」、駆逐艦「ミリウス」、P-8A哨戒機、特殊作戦部隊が、インド海軍からはフリゲート「シヴァリク」、コルベット「カモルタ」、P-8I、特殊作戦部隊、オーストラリア海軍からはフリゲート「アランタ」、補給艦「ストルワート」、潜水艦、オーストラリア空軍からはP-8Aが参加し、各種戦術訓練（対潜戦、対空戦、洋上補給等）を実施する。
2023年8月21日から8月28日にかけて、千島列島東方から関東南方の訓練海空域において、米海軍駆逐艦「ベンフォールド」、カナダ海軍フリゲート「オタワ」・「バンクーバー」、補給艦「アステリクス」とともに日米加共同訓練（ノーブル・チヌーク）を実施した。主要訓練項目は各種戦術訓練（対水上戦、クロスデッキ等）、PHOTOEX。
同年10月9日及び10日、東シナ海において、日米韓共同訓練を実施した。米海軍空母「ロナルド・レーガン」、巡洋艦「アンティータム」・「ロバート・スモールズ」、駆逐艦「シャウプ」、韓国海軍駆逐艦「ユルゴク・イ・イ」、補給艦「チョンジー」が参加し、各種戦術訓練（対潜戦、電子戦、LINKEX等)、PHOTOEXを実施した。
同年11月4日から7日にかけて、沖縄南方海空域において日米共同訓練を実施した。米海軍からは空母「ロナルド・レーガン」、「カール・ヴィンソン」、巡洋艦「アンティータム」、「ロバート・スモールズ」、「プリンストン」、駆逐艦「シャウプ」、「ホッパー」、「キッド」、「スタレット」、「ウィリアム・P・ローレンス」が参加し、各種戦術訓練（LINKEX、クロスデッキ等）、PHOTOEXを実施した。
2024年1月15日から17日にかけて、護衛艦「こんごう」とともに、東シナ海において米海軍空母「カール・ヴィンソン」、巡洋艦「プリンストン」、駆逐艦「キッド」、駆逐艦「スタレット」、韓国海軍駆逐艦「セジョン・デワン」及び駆逐艦「ワン・ゴン」と日米韓共同訓練を実施した。引き続き17日から19日まで東シナ海から沖縄南方の訓練海空域において「カール・ヴィンソン」、「プリンストン」、「キッド」、「スタレット」と日米共同訓練を実施した。
現在は、第3護衛隊群第3護衛隊に所属し、定係港は舞鶴である。

### 歴代艦長
| 代           | 氏名     | 在任期間               | 出身校・期 | 前職 | 後職                                                                           | 備考     |
| 艤装員長     | 艤装員長 | 艤装員長               | 艤装員長   | 艤装員長 | 艤装員長                                                                       | 艤装員長 |
| ------------ | -------- | ---------------------- | ---------- | --- | ------------------------------------------------------------------------------ | -------- |
|              | 山田勝規 | 2007.8.23 - 2009.3.17  | 防大25期   | 護衛艦隊司令部幕僚                                                                                           | ひゅうが艦長                                                                   |          |
| ひゅうが艦長 |          |                        |            | |                                                                                |          |
| 01           | 山田勝規 | 2009.3.18 - 2011.4.10  | 防大25期   | ひゅうが艤装員長                                                                                             | 第1輸送隊司令                                                                  |          |
| 02           | 田邉明彦 | 2011.4.11 - 2013.8.29  | 防大26期   | おおすみ艦長                                                                                                 | 海上訓練指導隊群司令部                                                         |          |
| 03           | 岡田岳司 | 2013.8.30 - 2015.11.30 | 防大31期   | くにさき艦長                                                                                                 | 第1輸送隊司令                                                                  |          |
| 04           | 矢野幸浩 | 2015.12.1 - 2018.3.15  | 防大30期   | 舞鶴基地業務隊補充部付                                                                                       | 横須賀地方総監部付                                                             |          |
| 05           | 川内健治 | 2018.3.16 - 2019.3.24  | 防大34期   | いずも副長                                                                                                   | 海上訓練指導隊群司令部勤務                                                     |          |
| 06           | 松田光央 | 2019.3.25 - 2021.3.14  | 防大38期   | 自衛隊指揮通信システム隊 サイバー防衛隊情報班長 兼 統合幕僚監部指揮通信システム部 指揮通信システム企画課勤務 | 統合幕僚監部指揮通信システム部 指揮通信システム運用課 指揮通信システム運用班長 |          |
| 07           | 竹下文人 | 2021.3.15 - 2023.3.26  |            | 海上自衛隊補給本部装備計画部企画課長                                                                         | 第1海上訓練支援隊司令                                                          |          |
| 08           | 沖重大樹 | 2023.3.27 - 2024.9.25  | 防大40期   | 自衛艦隊司令部研究開発主任幕僚                                                                               | 海上幕僚監部防衛部防衛課勤務 兼 同部装備体系課勤務 兼 護衛艦隊司令部勤務       |          |
| 09           | 佐藤 剛  | 2024.9.26 -            |            | 海上幕僚監部防衛部防衛課勤務 兼 同部装備体系課勤務 兼 自衛艦隊司令部勤務                                     |                                                                                |          |

## その他
艦番号は当初DDH-145、建造番号2405号が与えられていたが、艦番号DDH-181、建造番号も2319号に変更されている。
本艦は、実用艦として初めてFCS-3を装備した。このFCS-3は試験艦あすかで試験していた台枠を流用したもので、アクティブアレイの素子は全て新造品に交換されている。
また、就役目前にして急遽女性の乗組みが決まり、トイレや風呂、更衣室などを含めた居住区画はそのための配慮がなされ、就役時には女性自衛官17名が乗り組んだ。

## 就役後の一般公開
就役から約1ヶ月後の2009年4月11日には一般公開され、8,200人が訪れた。この際、予定になかった艦載機用エレベーターに見学者を載せて昇降するデモンストレーションも行われた。
艦内には除籍された飛行不能なSH-60Jを1機（通称181号機）搭載していた。この機体は展示及び訓練（甲板上のマーシャリング等）に用いられており、一般公開時には飛行甲板上に展示されることが多い。
2022年11月19日、20日にかけて大阪港中央突堤北岸壁で艦内見学などの一般公開を行なった。この一般公開では艦内にSH-60Kが展示され、岸壁には陸上自衛隊の軽装甲機動車、96式装輪装甲車、73式小型トラック、自活車などが展示された。

## ギャラリー

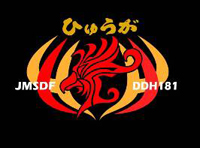
ひゅうがロゴマーク
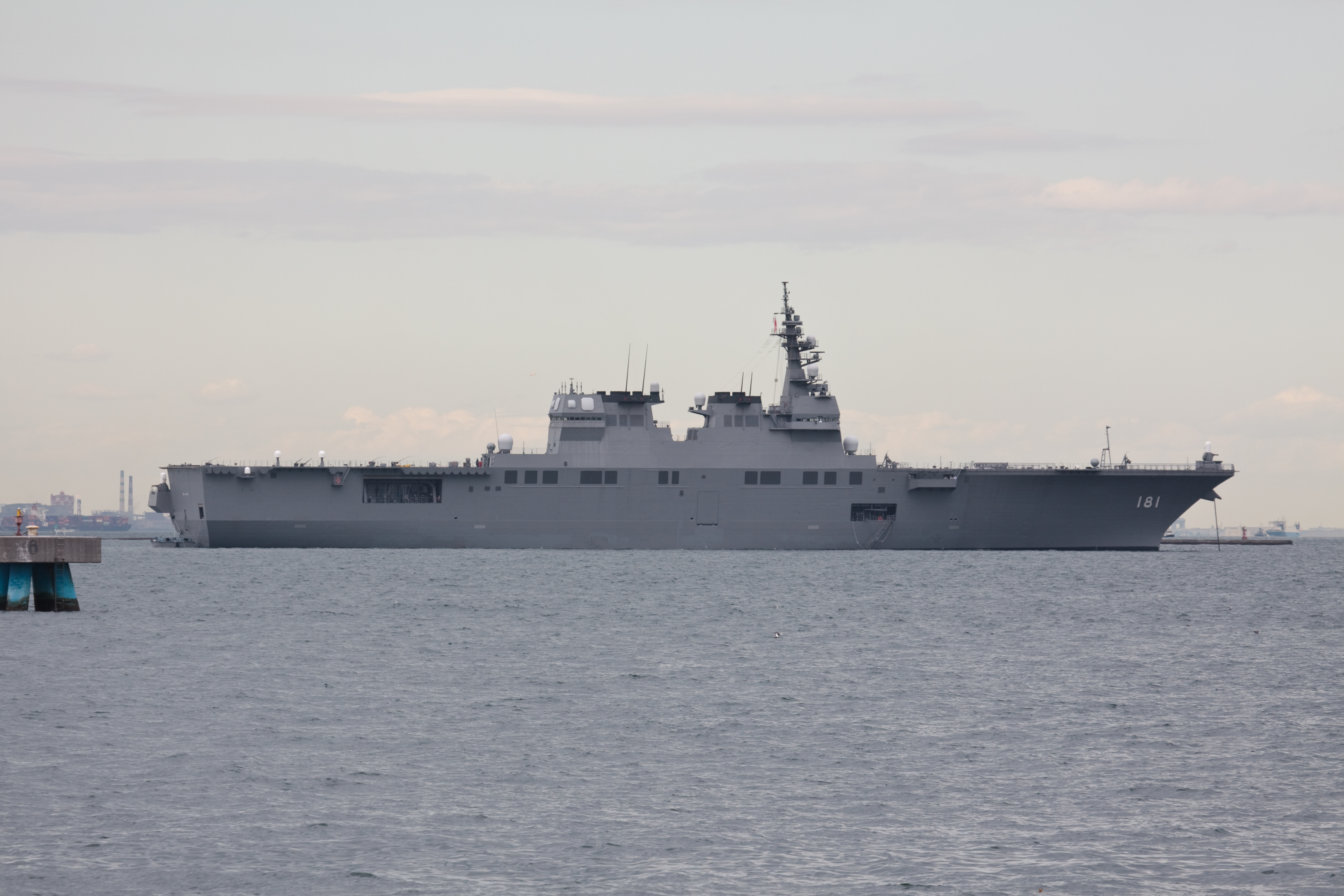
右舷側
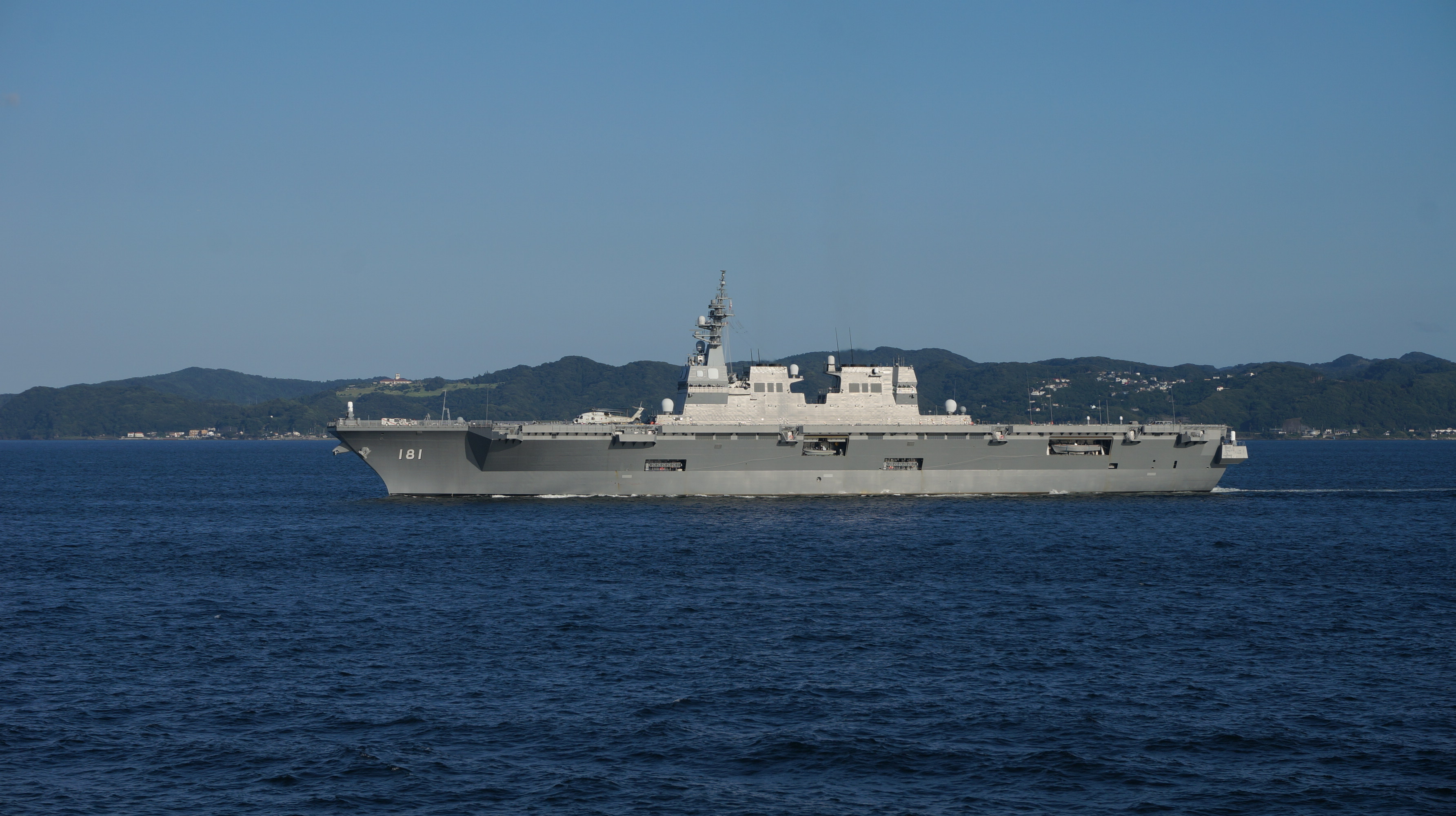
左舷側
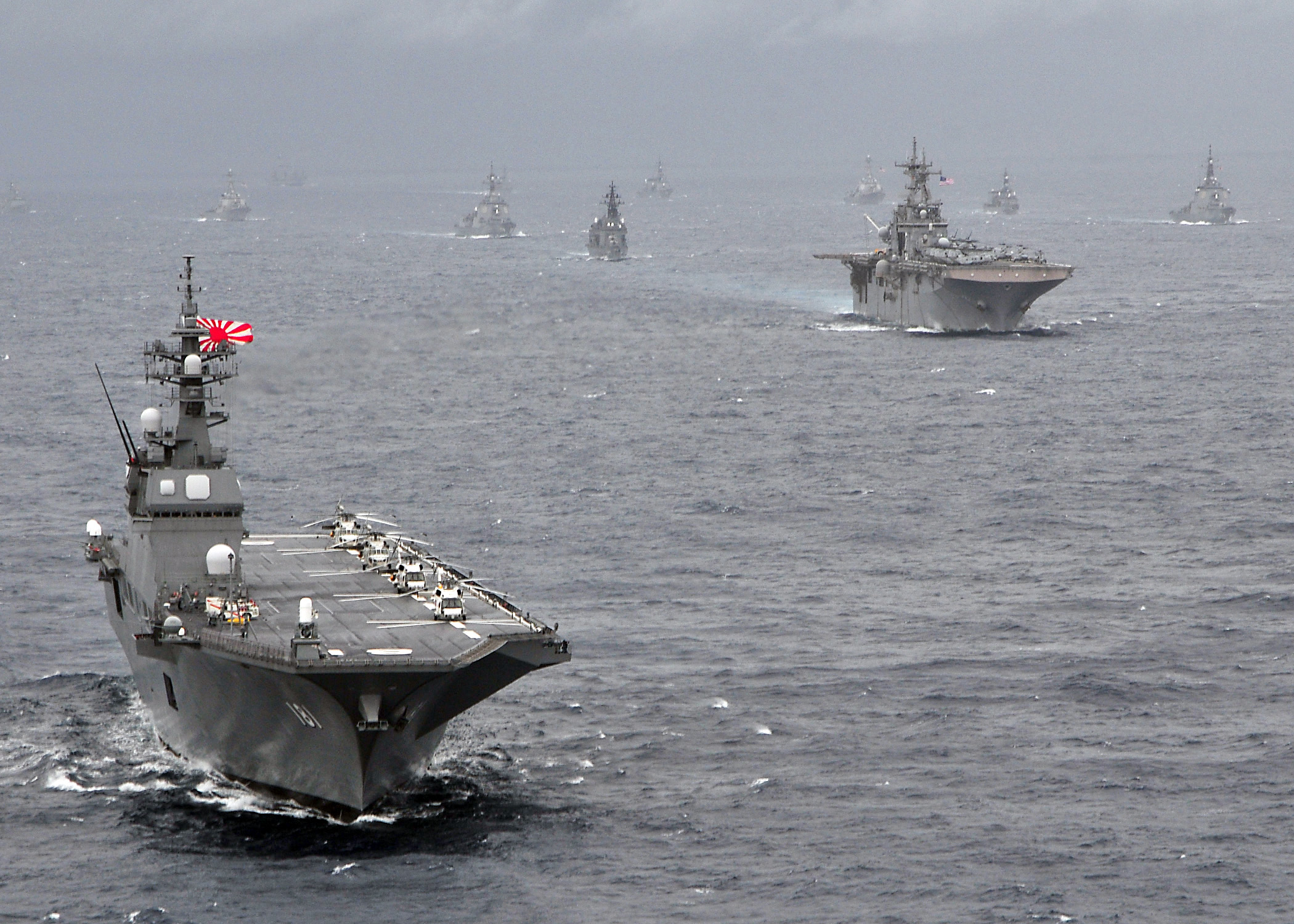
「ひゅうが」（手前）と「ジョージ・ワシントン(CVN-73)」（奥)
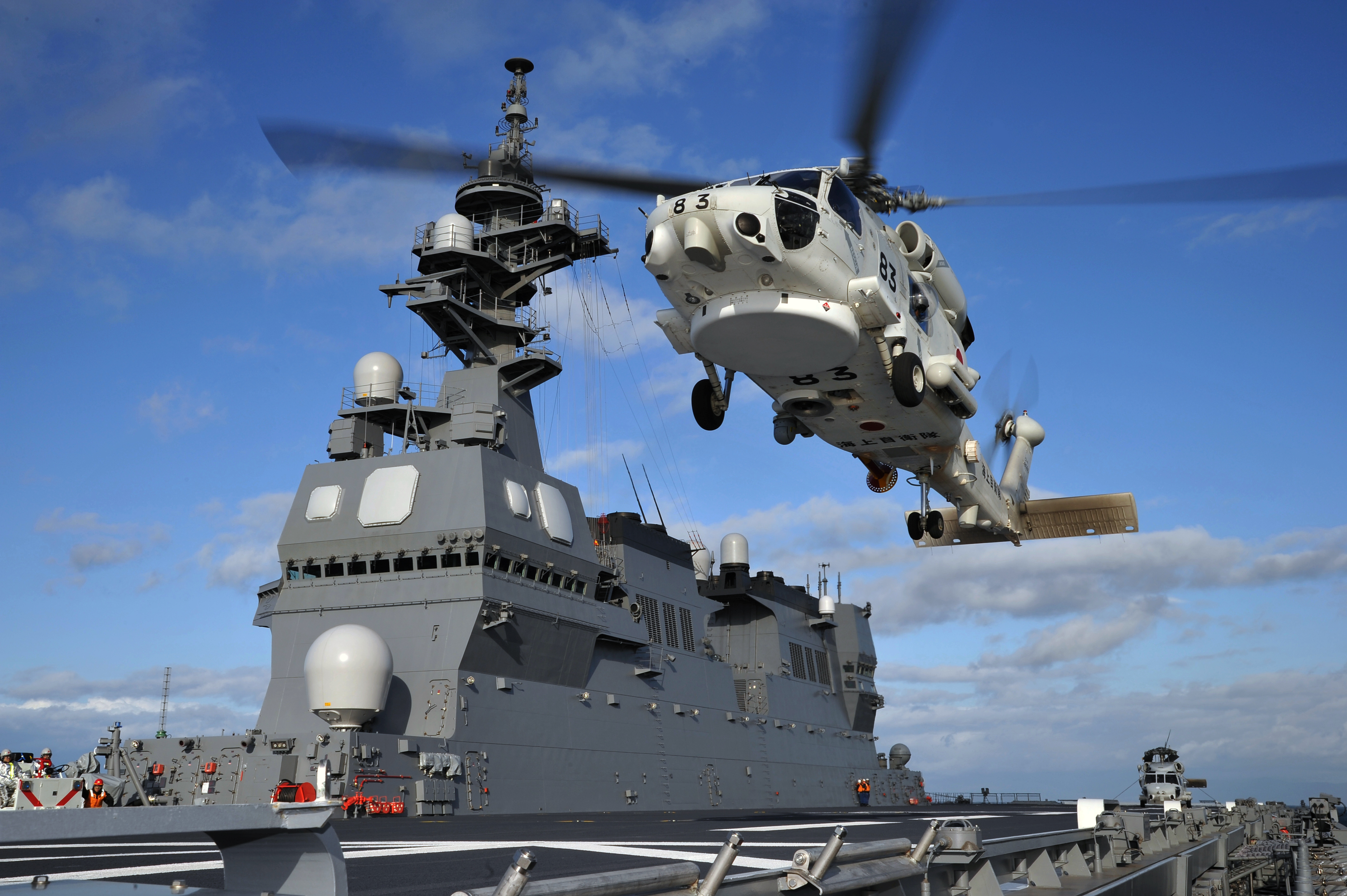
飛行甲板から発艦するSH-60J
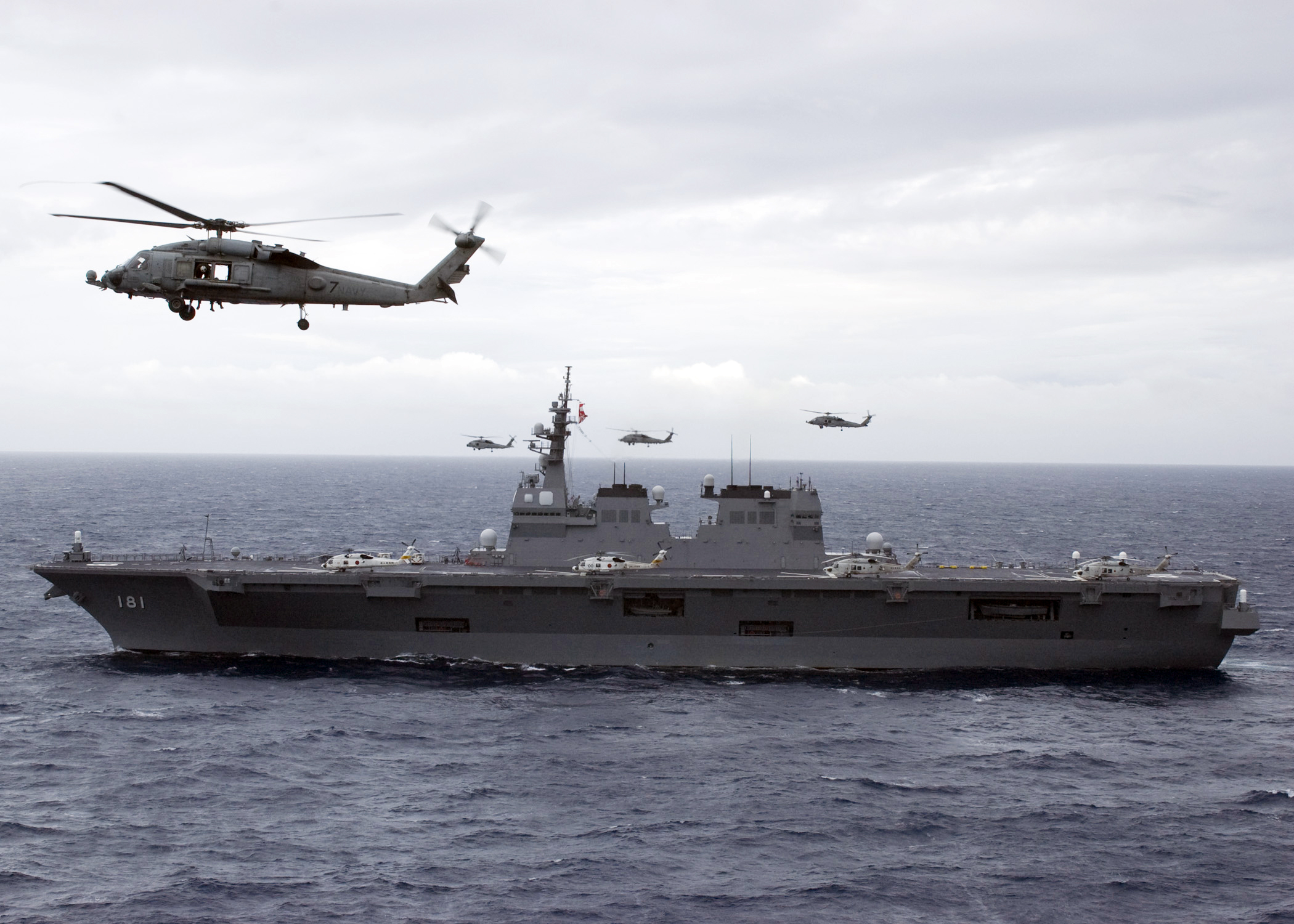
演習にて
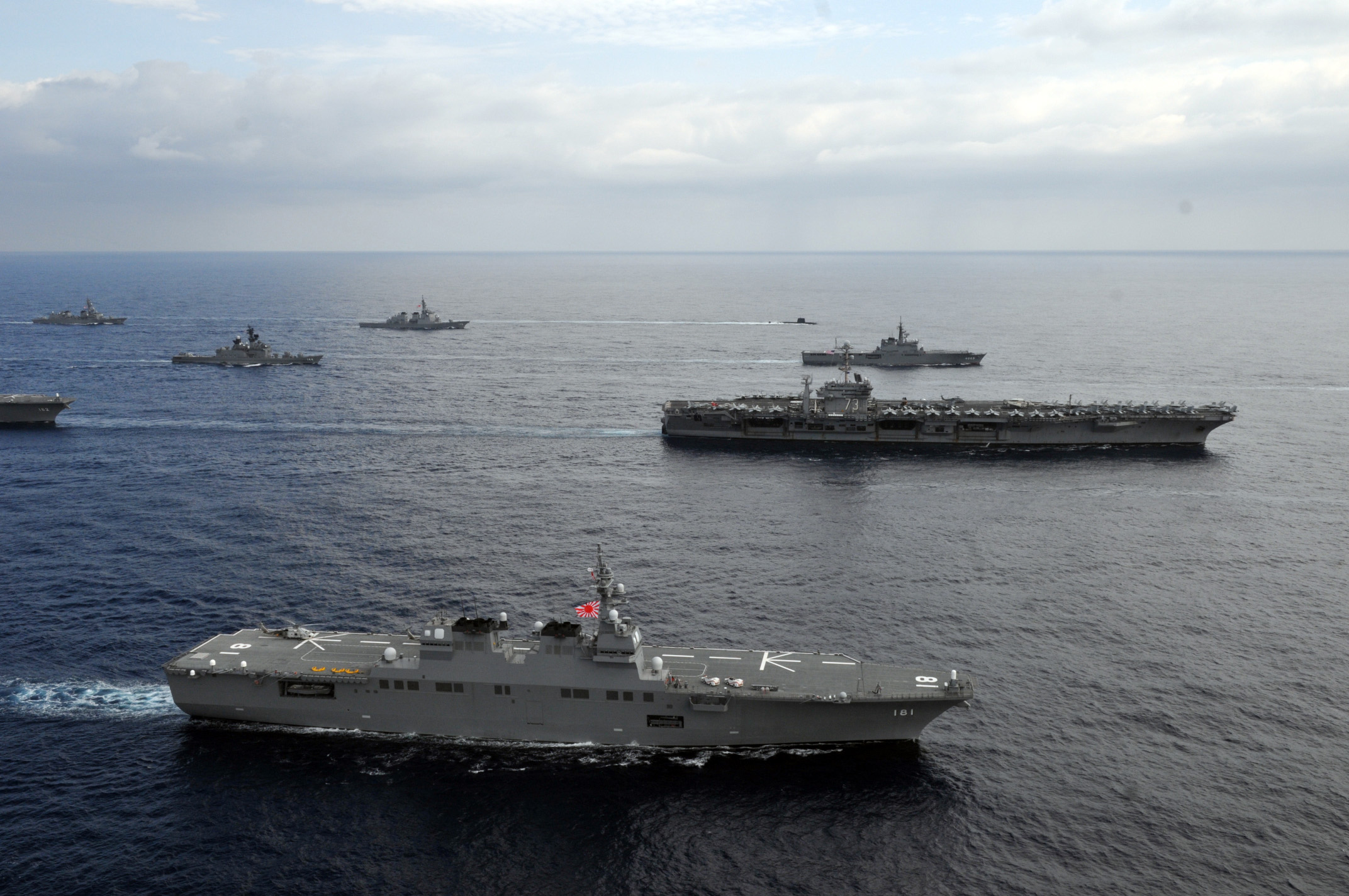
日米共同統合演習 「キーン・ソード2013」 におけるPHOTEX（写真撮影陣形）
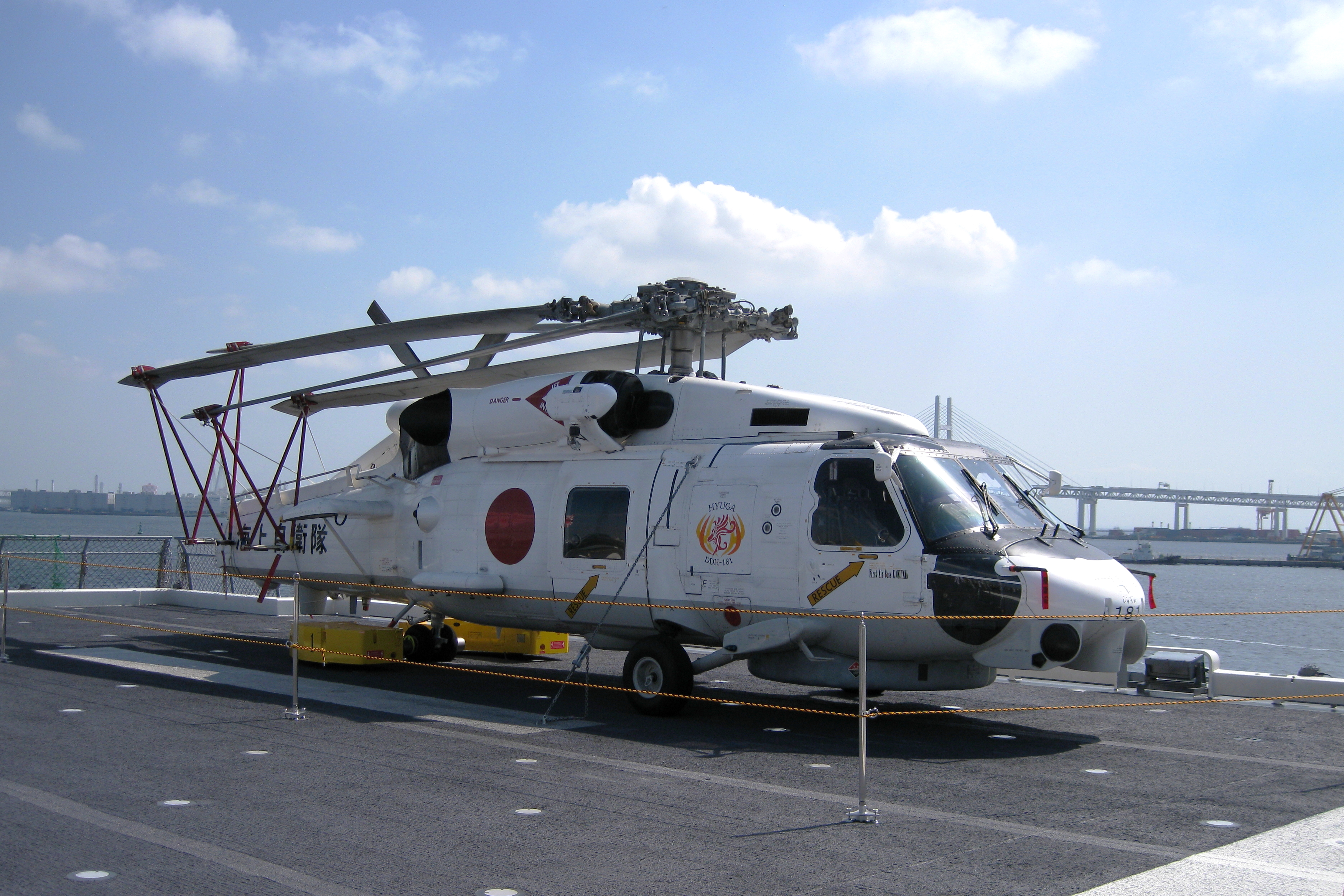
用途廃止になったSH-60Jが搭載されている
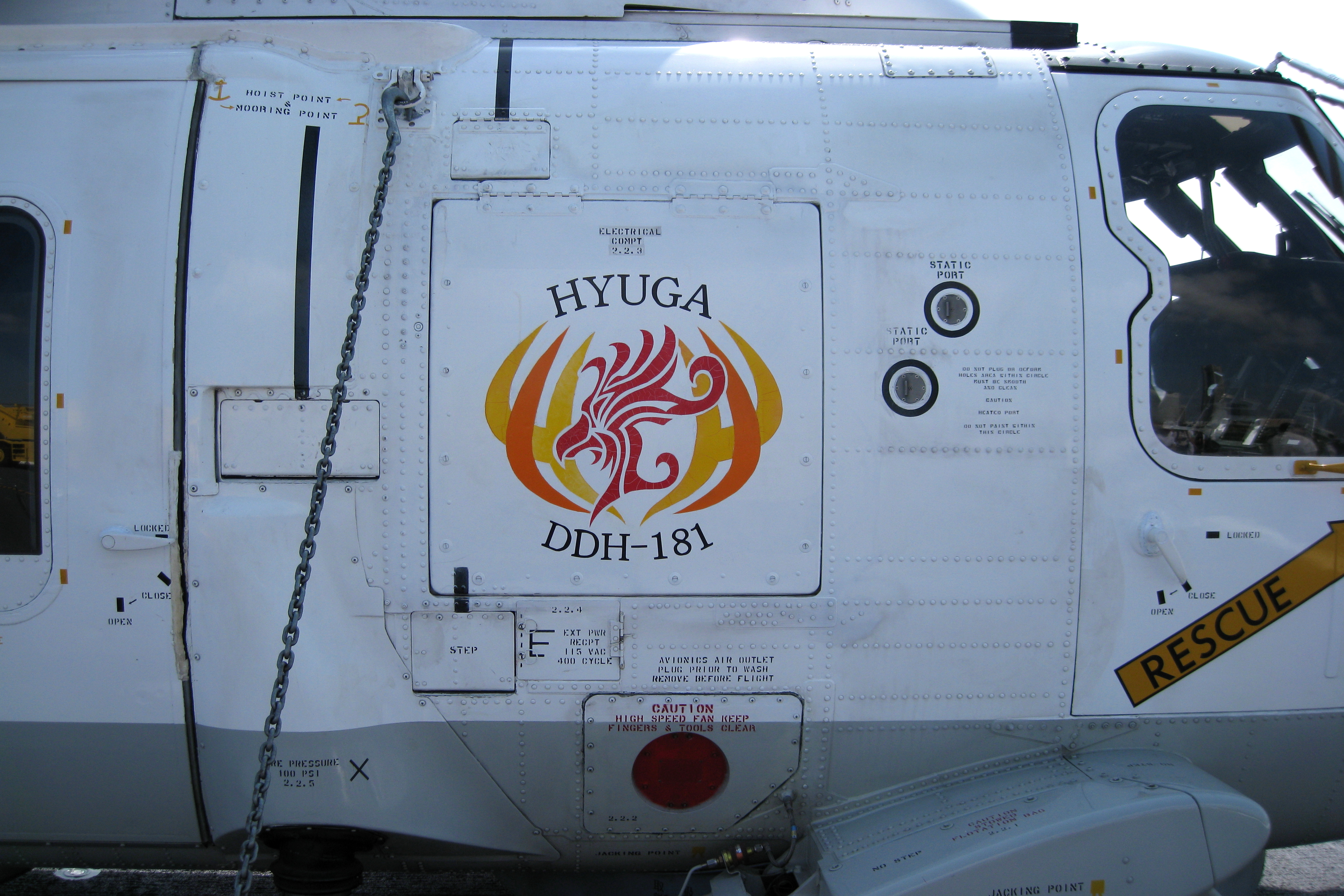
用途廃止になり機体番号の代わりにひゅうがのロゴマークが描かれたSH-60J。日向国（宮崎県）の県木であるフェニックスと、HyugaとHelicopterの頭文字をモチーフにしている。
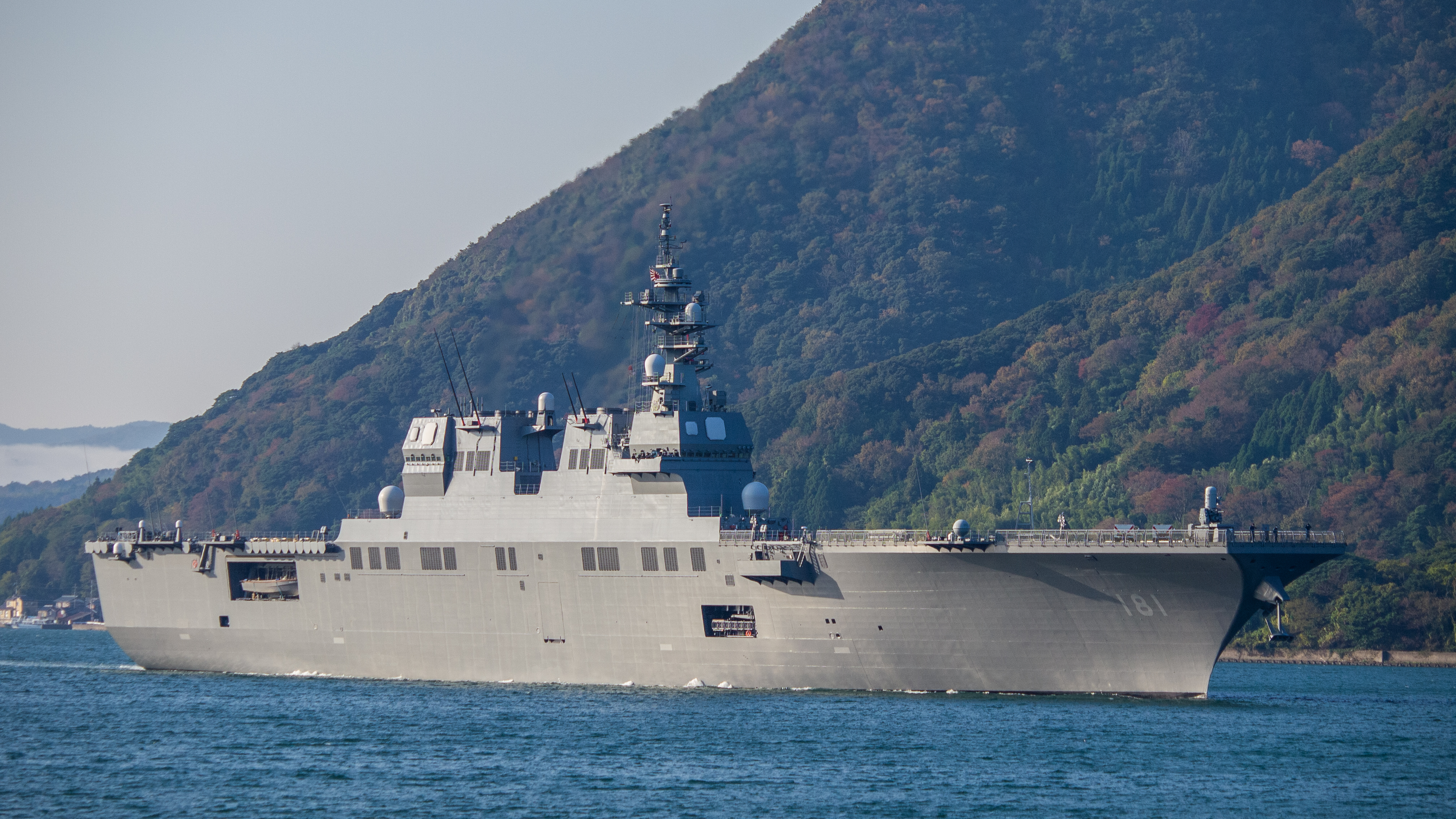
ロービジ塗装とされた「ひゅうが」
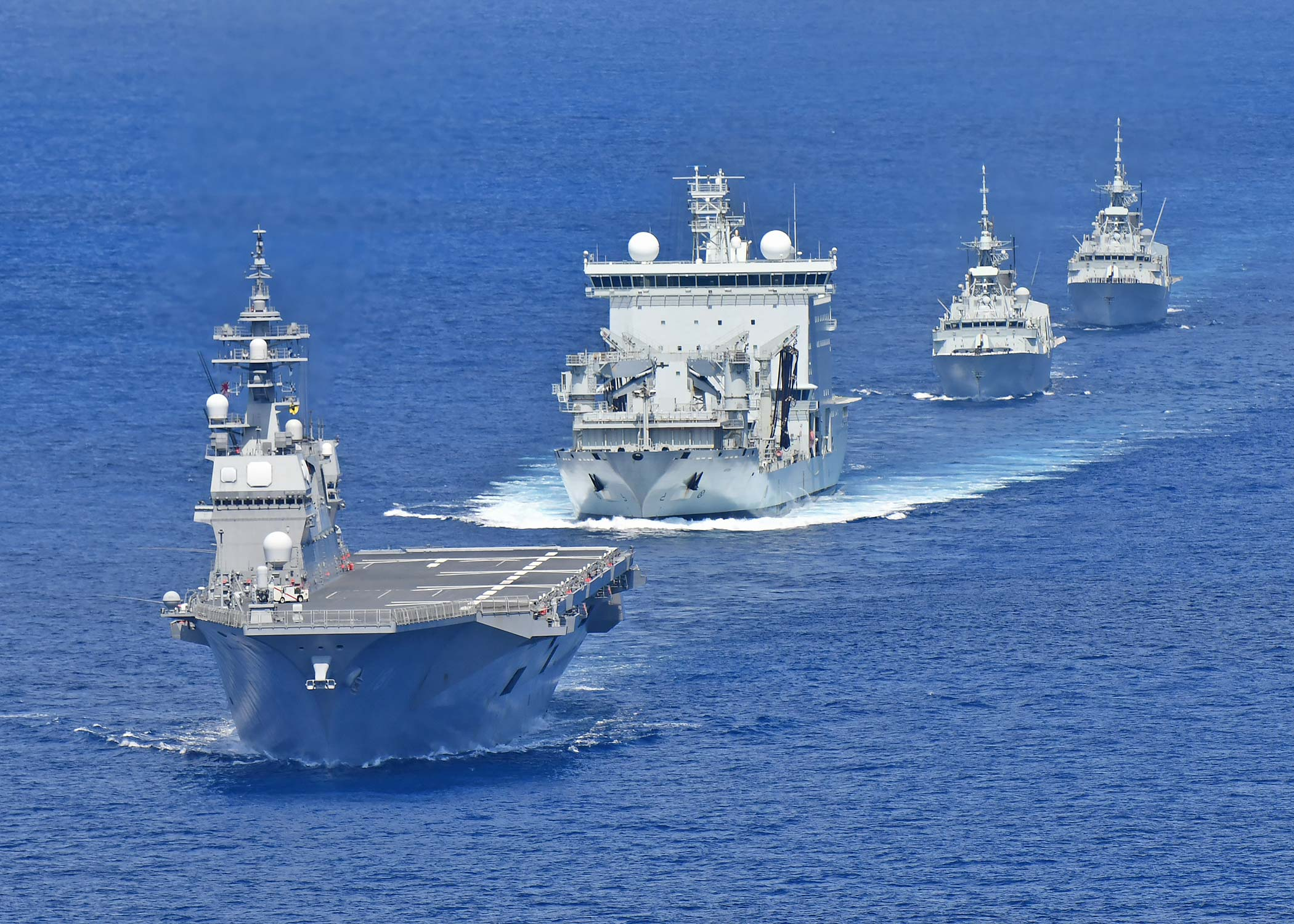
日米加共同訓練（ノーブル・チヌーク）に参加中の「ひゅうが」とカナダ海軍艦艇